# Sao Tomé-et-Principe aux Jeux olympiques d'été de 2016
Vous lisez un « bon article » labellisé en 2019.
Sao Tomé-et-Principe participe aux Jeux olympiques d'été de 2016 à Rio de Janeiro au Brésil du 5 août au 21 août. Il s'agit de sa sixième participation à des Jeux d'été avec trois athlètes dans deux sports. Celma Bonfim da Graça et Romário Leitão concourent en athlétisme dans les épreuves de course et Buly Da Conceição Triste en canoë-kayak, en course en ligne. Aucun des sportifs concourant en athlétisme ne dépasse le stade des séries. L'unique céiste santoméen présent va lui jusqu'en demi-finale. À l'issue de la compétition, la délégation du deuxième plus petit pays d'Afrique ne remporte aucune médaille.
À l'occasion des Jeux, dix timbres-poste sont édités à Sao Tomé-et-Principe, mais ils sont considérés par les organisations philatéliques comme abusifs. Pour voir les épreuves sportives en direct, les Santoméens ne bénéficient pas d'une diffusion télévisuelle et doivent se rabattre sur Internet.

## Contexte
Depuis sa première participation aux Jeux olympiques d'été de 1996 à Atlanta aux États-Unis — le pays n'a jamais participé aux Jeux d'hiver —, Sao Tomé-et-Principe n'a remporté aucune médaille. En 2016, trois sportifs concourent aux Jeux, soit un de plus qu'à ceux de 2012 et autant qu'en 2008, l'édition où il y avait jusque là eu le plus grand nombre d'athlètes santoméens. Celma Bonfim da Graça est la seule femme des trois et la première à participer une seconde fois aux Jeux olympiques sous le drapeau santoméen. Buly Da Conceição Triste est le premier homme à officier en tant que porte-drapeau de Sao Tomé-et-Principe.

## Cérémonies
Après une rencontre le 28 juillet 2016 avec le Premier ministre en place Patrice Trovoada où ce dernier remet le drapeau national à Romário Leitão, la délégation du Comité olympique santoméen part de Sao Tomé-et-Principe le 31 juillet de la même année. Elle est présidée par João Costa Alegre (également président du comité national olympique) et composée de onze personnes. Le céiste Buly Da Conceição Triste est déjà au Brésil depuis le 11 juin, puisqu'il suit un entraînement à Curitiba avec deux Mozambicains, sous l'égide du Brésilien Figueroa Conceição.
La délégation est sponsorisée par la Banco Internacional de São Tomé e Príncipe, après un accord passé en avril 2016 avec le Comité olympique.
Lors de la cérémonie d'ouverture des Jeux, le 5 août 2016 au stade Maracanã de Rio, Buly Da Conceição Triste porte le drapeau santoméen,. Pour la cérémonie de clôture du 21 août, c'est un bénévole qui porte le drapeau.

## Athlétisme

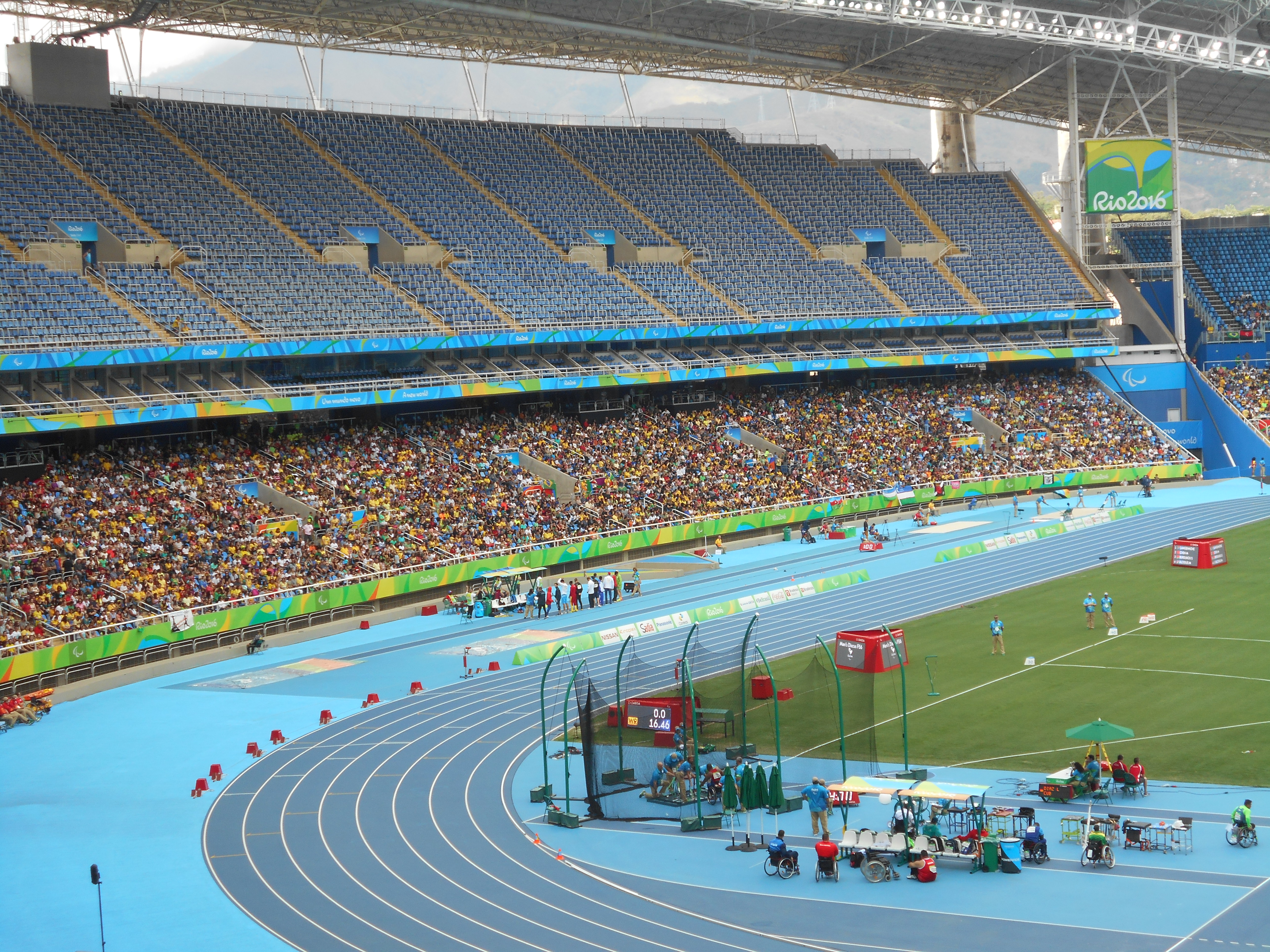
Le stade olympique Nilton-Santos à Rio de Janeiro où concourent Romário Leitão et Celma Bonfim da Graça.

### Présentation des athlètes
Celma da Graça Soares Bonfim naît le 23 décembre 1977 à Sao Tomé-et-Principe, elle mesure 1,65 m (5′ 5″) pour 58 kg (128 lb). Âgée de trente-huit ans, elle devient la santoméenne la plus âgée à participer à des Jeux olympiques. Il s'agit de sa deuxième participation, après les Jeux d'été de 2008 à Pékin en Chine,, où elle est porte-drapeau et concourt à l'épreuve du 5 000 mètres. Elle finit dernière de sa série mais bat le record national, avec 17 min 25 s 99. Elle avait participé auparavant aux Championnats d'Afrique d'athlétisme 2004 dans l’épreuve du 3 000 mètres steeple où elle est classée quatrième avec comme temps 11 min 57 s 94. Aux Jeux de la Lusophonie 2006, elle établit le temps de 18 min 17 s 12 pour les 5 000 mètres féminin et est récompensée d'une médaille d'argent. Trois ans plus tard, à la même épreuve aux Jeux de 2009, Bonfim da Graça fait 18 min 5 s 17, et finit cinquième de la course. Au relais 4 × 400 mètres, elle est médaillée de bronze.
Romário Martins Leitão naît le 16 janvier 1997, il est âgé de dix-neuf ans lors de la compétition et mesure 1,75 m (5′ 9″) pour 56 kg (123 lb),. Il participe pour la première fois à des Jeux olympiques en tant que coureur de fond,.
Pour se qualifier aux épreuves d'athlétisme aux Jeux olympiques de 2016, les sportifs doivent valider différents minima ; si aucun sportif du pays n'est qualifié, sa délégation olympique reçoit une invitation pour une femme et un homme, en raison du principe d'universalité des Jeux. Celma Bonfim da Graça et Romário Leitão sont qualifiés de cette façon.

### Résultats
Celma Bonfim da Graça est la première de la délégation à concourir. Le 12 août 2016, à l'épreuve du 1 500 mètres féminin, elle termine dernière de sa série, derrière l'athlète népalaise Saraswati Bhattarai. Elle ne se qualifie pas pour les demi-finales, et, avec 4 min 38 s 86, ne bat pas son record personnel de 4 min 35 s 09 établi en mai 2009 à Lisbonne au Portugal.
Romário Leitão participe aux épreuves du 5 000 mètres masculin le 17 août 2016 ; il termine 25e de la seconde série en 15 min 53 s 32. Ce temps le place derrière le Birmanien San Naing et devant le Bahreïnien Zouhair Aouad, qui ne finit pas la course. Par conséquent, il n'est pas qualifié pour la finale,. 
| Athlète               | Épreuve      | Séries         | Séries |
| Athlète               | Épreuve      | Temps          | Rang   |
| --------------------- | ------------ | -------------- | ------ |
| Celma Bonfim da Graça | 1 500 mètres | 4 min 38 s 86  | 14e    |
| Romário Leitão        | 5 000 mètres | 15 min 53 s 32 | 25e    |

## Canoë-kayak

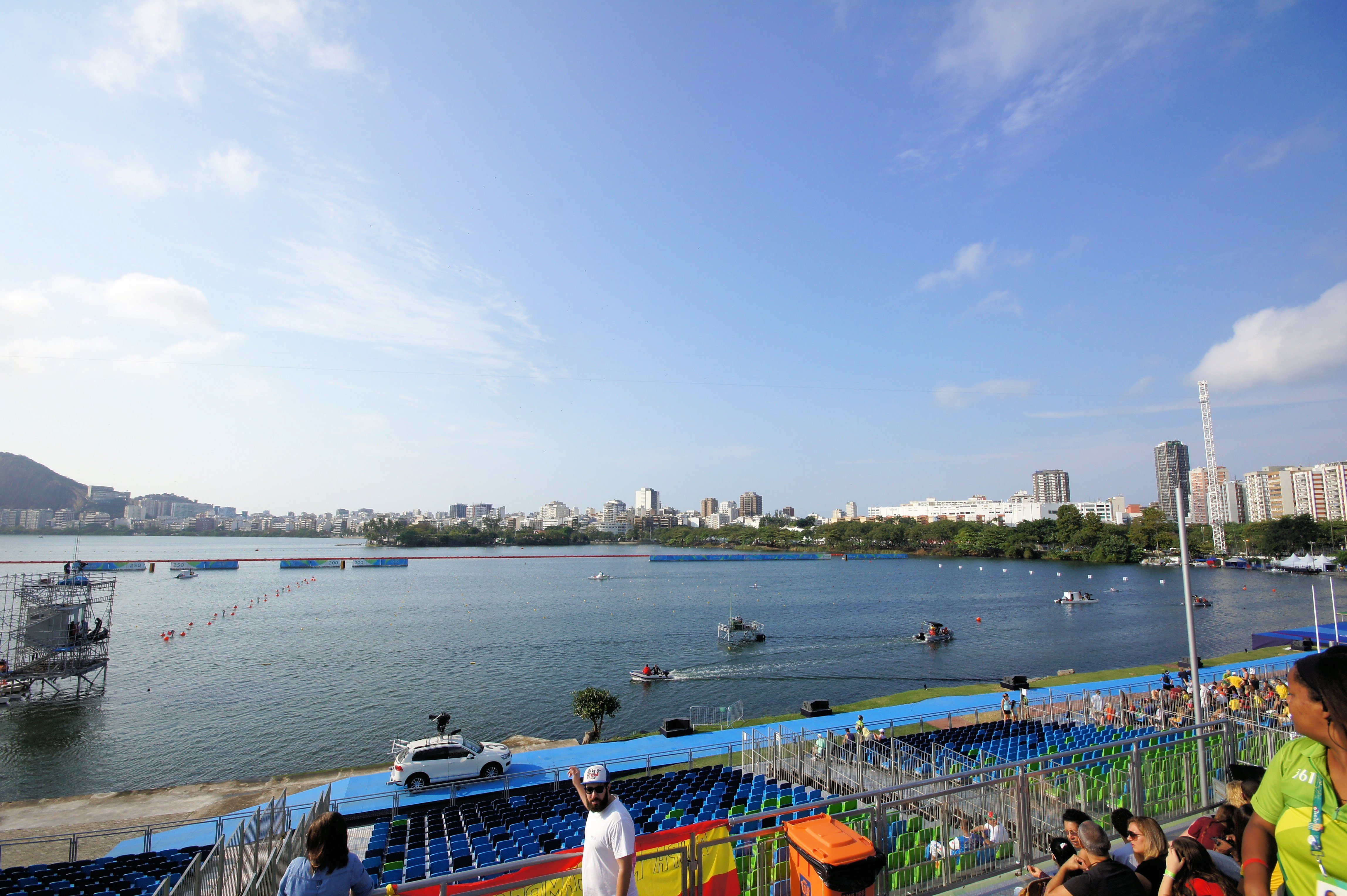
Le Lagoa Rodrigo de Freitas, sur lequel ont lieu les épreuves de canoë-kayak.

### Présentation de l'athlète
Buly Da Conceição Triste Afonso, naît le 4 juillet 1991, il a vingt-cinq ans lors de la compétition. Il mesure 1,64 m (5′ 5″) pour 58 kg (128 lb). Il s'agit de sa première participation aux Jeux,. En août 2015, il concourt aux championnats du monde de course en ligne de canoë-kayak avec Altamiro Viegas de Ceita, de deux ans son aîné. Ensemble, ils finissent huitième au 200 mètres canoë biplace en 45 s 459 et dans le top seize (neuvième position de la troisième demi-finale) au 1 000 mètres canoë biplace avec 4 min 14 s. Ils sont sur cette épreuve l'équipe africaine la mieux classée. Aux championnats africains de canoë organisés par la Fédération internationale de canoë à Durban en Afrique du Sud l'année suivante, il arrive en finale sur l'épreuve de course en ligne C2 200 mètres et remporte celle du C1 1 000 mètres.
Il suit avant les Jeux un entraînement au centre Canoagem Velocidade à Curitiba au Brésil dirigé par Figueroa Conceição Souza, avec le Santoméen Altamiro Ceita et les Mozambicains Mussa Chamaune et Joaquim Lobo. Cet entrainement de plus d'un an est organisé par le Comité olympique de Sao Tomé-et-Prinicipe, celui du Mozambique et la Confédération brésilienne de canoë.
Grâce à sa victoire à l'épreuve du C1 1 000 mètres au championnat africain de canoë de 2016, Buly Da Conceição Triste est qualifié pour les Jeux olympiques. Son camarade Altamiro Ceita, blessé, ne peut participer à la compétition. À Rio de Janeiro, il se fait à nouveau coacher par Figueroa Conceição, au détriment de Mussa Chaumane et de Joaquim Lobo — présents aux Jeux par principe d'universalité —, Conceição ne pouvant coacher qu'une seule équipe nationale. Son assistant Alex Moscoso se charge d'entraîner le duo mozambicain. Les deux sportifs du Mozambique deviennent les premiers représentants de leur pays en canoë-kayak aux Jeux olympiques et Da Conceição Triste le premier santoméen depuis 2008 ; à ce propos, João Costa Alegre, le président du comité olympique santoméen, évoque une « surprise pour tout le monde ».

### Résultats
Buly Da Conceição Triste participe aux épreuves de course en ligne C1 1 000 mètres hommes le 12 août 2016, sur le Lagoa Rodrigo de Freitas. Avec Mussa Chamaune, ils sont les deux seuls Africains de la course. Il finit sixième et dernier de sa série, derrière le Français Adrien Bart. Qualifié automatiquement pour les demi-finales, il y est classé septième avec 4 min 46 s 396, derrière le Bulgare Angel Kodinov et devant Chamaune. Il ne se qualifie pas pour les finales.
Buly Triste est finalement classé à la seizième place du classement final, ce qui est le meilleur résultat des trois sportifs santoméens.
| Athlète                  | Épreuve         | Série          | Série | Demi-finale    | Demi-finale |
| Athlète                  | Épreuve         | Temps          | Rang  | Temps          | Rang        |
| ------------------------ | --------------- | -------------- | ----- | -------------- | ----------- |
| Buly Da Conceição Triste | C1 1 000 mètres | 4 min 54 s 516 | 6     | 4 min 46 s 396 | 7           |

## Aspects extra-sportifs

### Philatélie
Deux blocs-feuillet de quatre timbres-poste rectangulaires et deux timbres uniques sont édités pour Sao Tomé-et-Principe en décembre 2015 et en mars 2016 par l'entreprise lituanienne Stamperija Ltd. à l'occasion des Jeux olympiques de Rio de Janeiro. Ils sont d'une valeur de 31 000 anciens dobras pour les timbres par blocs et de 96 000 Db pour ceux vendus à l'unité,. Bien qu'elles soient légales, ces émissions sont considérées comme abusives au sens du code de déontologie de l'Union postale universelle (UPU),, par la Fédération internationale de philatélie puisqu'elles ne respectent pas le code de déontologie de l'Association mondiale pour le développement de la philatélie, comme la plupart des émissions récentes du pays,.

### Diffusion télévisée
Les citoyens de Sao Tomé-et-Principe ne disposant pas d'une diffusion des Jeux sur petit écran, ils bénéficient d'un accès gratuit à la chaîne All Events of Rio Olympics en direct sur YouTube, grâce à un accord passé entre le Comité international olympique et la plateforme d'hébergement de vidéos pour soixante-quatre pays d'Afrique subsaharienne et d'Asie. Les émissions sont spécialement produites pour un public africain et traduites en français et en portugais.